# Pallacanestro Trapani 1994-1995
Questa voce raccoglie le informazioni riguardanti la Pallacanestro Trapani nelle competizioni ufficiali della stagione 1994-95.

## Verdetti stagionali
Competizioni nazionali
- Serie A2:

stagione regolare: 14º posto su 16 squadre (11-23);
- Coppa Italia:

eliminazione ai Sedicesimi di finale dalla Viola Reggio Calabria;

## Stagione
La stagione 1994-1995 della Pallacanestro Trapani sponsorizzata Tonno Auriga, è la 4ª nel secondo campionato italiano di pallacanestro, la Serie A2, classificandosi al 14º posto.

## Divise di gioco
Il fornitore ufficiale di materiale tecnico per la stagione 1994-1995 è Kronos.
| Casa | Trasferta |

## Organigramma societario
Area dirigenziale
- Presidente: Francesco Todaro
- Vice-presidente: Salvatore Mazzara
- Consigliere: Carlo Maccotta
- Direttore Sportivo: Piero Patti

Area tecnica
- Allenatore: Giuseppe Barbara dal 28/01/1995
Riccardo Cantone fino al 27/01/1995
Gianfranco Benvenuti fino al 19/10/1994
- Vice allenatore: Riccardo Cantone fino al 19/10/1994
- Preparatore atletico: Giovanni Basciano
- Medico sociale:
- Massaggiatore: Francesco Lundari
- Addetto agli arbitri:
- Responsabile sett. giovanile: Domenico Ciotta

## Roster
| Pallacanestro Trapani 1994-1995 | Pallacanestro Trapani 1994-1995 |
| Giocatori                       | Staff tecnico                   |
| ------------------------------- | ------------------------------- |

| N. | Naz.                                     | Ruolo | Nome                                | Anno | Alt.   | Peso  |  |
| -- | ---------------------------------------- | ----- | ----------------------------------- | ---- | ------ | ----- |  |
| 5  | Italia (bandiera)                        | C     | Salvatore Alfonso                   | 1974 | 205 cm |       |  |
| 6  | Italia (bandiera)                        | P     | Francesco Mannella (C)              | 1960 | 170 cm |       |  |
| 7  | Argentina (bandiera) · Italia (bandiera) | C     | Dario André                         | 1974 | 204 cm |       |  |
| 9  | Italia (bandiera)                        | G     | Mario Romeo                         | 1974 | 195 cm |       |  |
| 10 | Italia (bandiera)                        | G     | Donato Di Monte                     | 1968 | 193 cm |       |  |
| 11 | Italia (bandiera)                        | G     | Stefano Tosi                        | 1966 | 196 cm |       |  |
| 13 | Italia (bandiera)                        | C     | Enrico Favero                       | 1969 |        |       |  |
| 14 | Italia (bandiera)                        | PG    | Mario Piazza                        | 1969 | 194 cm | 94 kg |  |
|    | Italia (bandiera)                        | P     | Giuseppe Ganci                      | 1978 | 185 cm |       |  |
|    | Italia (bandiera)                        | P     | Andrea Danelli (dal 02/10/94)       | 1977 | 190 cm | 88 kg |  |
|    | Italia (bandiera)                        | A     | Vito Flavio Faraci (dal 15/04/1995) | 1978 | 198 cm |       |  |

| Allenatore                                                                                            |
| Giuseppe Barbara dal 28/01/1995 Riccardo Cantone fino 27/01/1995 Gianfranco Benvenuti fino 19/10/1994 |
| Assistente/i                                                                                          |
| Riccardo Cantone fino 19/10/1994 Legenda - (C) Capitano - (IN) Inattivo - Infortunato                 |

## Mercato

### Sessione estiva
| Arrivi | Arrivi               | Arrivi           |
| R      | Nome                 | da               |
| ------ | -------------------- | ---------------- |
| P      | Francesco Mannella   | Valdarno Basket  |
| G      | Stefano Tosi         | Pall. Firenze    |
| C      | Enrico Favero        | Virtus Ragusa    |
| C      | Spencer Dunkley      | Maccabi Tel Aviv |
| ALL    | Gianfranco Benvenuti | S.C. Montecatini |

| Partenze | Partenze          | Partenze         |
| R        | Nome              | a                |
| -------- | ----------------- | ---------------- |
| C        | Elvis Rolle       | Free agent       |
| P        | Marco Lokar       | Sebastiani Rieti |
| A        | Cristiano Carchia | Auxilium Torino  |
| G        | Ron Rowan         | Pall. Reggiana   |
| ALL      | Giancarlo Sacco   | Pall. Cantù      |
| ALL      | Giacomo Genovese  | Basket Empedocle |

### Operazioni esterne alla sessione
| Arrivi | Arrivi             | Arrivi          |
| R      | Nome               | da              |
| ------ | ------------------ | --------------- |
| C      | Bob Thornton       | Mens Sana Siena |
| P      | Andrea Danelli     | Free agent      |
| C      | Dale Solomon       | Aurora Desio    |
| A      | Vito Flavio Faraci | Free agent      |

| Partenze | Partenze         | Partenze         |
| R        | Nome             | a                |
| -------- | ---------------- | ---------------- |
| C        | Spencer Dunkley  | Avtodor Saratov  |
| C        | Bob Thornton     | Virtus Roma      |
| C        | Dale Solomon     | Free agent       |
| C        | Ezio Battistella | Montecatini S.C. |

## Risultati

### Campionato

#### Girone di andata
| Arbitri: | Roberto Pasetto Silvio Corrias |

|                      |            |                 |
| Gianfranco Benvenuti | Allenatori | Claudio Vandoni |

| Arbitri: | Sergio Borroni Roberto Nardecchia |

|                     |            |                      |
| Marcello Perazzetti | Allenatori | Gianfranco Benvenuti |

| Trapani 2 ottobre 1994 3ª giornata              | Pall. Trapani | 81 – 93         | Aresium | Palagranata |
| Gianfranco Benvenuti Allenatori Fabrizio Frates |               |                 |         |             |
|                                                 |               |                 |         |             |
| Gianfranco Benvenuti                            | Allenatori    | Fabrizio Frates |         |             |

| Arbitri: | Gennaro Colucci Matteo Vianello |

|                   |            |                      |
| Roberto Carmenati | Allenatori | Gianfranco Benvenuti |

| Arbitro: | Giuseppe Duva |

|                      |            |                   |
| Gianfranco Benvenuti | Allenatori | Francesco Vitucci |

| Torino 23 ottobre 1994 6ª giornata         | Auxilium Torino | 100 – 91         | Pall. Trapani | PalaRuffini |
| Dido Guerrieri Allenatori Riccardo Cantone |                 |                  |               |             |
|                                            |                 |                  |               |             |
| Dido Guerrieri                             | Allenatori      | Riccardo Cantone |               |             |

| Modena 27 ottobre 1994 7ª giornata              | Basket Cervia | 86 – 94          | Pall. Trapani | PalaPanini |
| Stefano Pillastrini Allenatori Riccardo Cantone |               |                  |               |            |
|                                                 |               |                  |               |            |
| Stefano Pillastrini                             | Allenatori    | Riccardo Cantone |               |            |

| Arbitri: | Alberto Grossi Enrico Sabetta |

|                  |            |  |
| Riccardo Cantone | Allenatori |  |

| Arbitri: | Angelo Tullio Giuseppe Monizza |

|                 |            |                  |
| Giancarlo Sacco | Allenatori | Riccardo Cantone |

| Arbitri: | Giampaolo Cicoria Giuseppe Duva |

|                  |            |  |
| Riccardo Cantone | Allenatori |  |

| Arbitri: | Fabio Facchini Gianluca Mattioli |

|              |            |                  |
| Phil Melillo | Allenatori | Riccardo Cantone |

| Trapani 27 novembre 1994 12ª giornata         | Pall. Trapani | 70 – 84           | Basket Rimini | Palagranata |
| Riccardo Cantone Allenatori Mauro Di Vincenzo |               |                   |               |             |
|                                               |               |                   |               |             |
| Riccardo Cantone                              | Allenatori    | Mauro Di Vincenzo |               |             |

| Arbitri: | Tiziano Zancanella Luciano Tola |

|                  |            |              |
| Riccardo Cantone | Allenatori | Piero Pasini |

| Arbitri: | Angelo Tullio Luigi Lamonica |

|                  |            |                  |
| Dražen Dalipagić | Allenatori | Riccardo Cantone |

| Arbitro: | Stefano Cazzaro (Enrico Sabetta) |

|                  |            |  |
| Riccardo Cantone | Allenatori |  |

#### Girone di ritorno
| Arbitro: | Sergio Borroni |

|               |            |                  |
| Massimo Fiume | Allenatori | Riccardo Cantone |

| Arbitri: | Mauro Pozzana Matteo Vianello |

|                  |            |                     |
| Riccardo Cantone | Allenatori | Marcello Perazzetti |

| Milano 8 gennaio 1995 18ª giornata          | Aresium    | 85 – 64          | Pall. Trapani | Mediolanum Forum |
| Fabrizio Frates Allenatori Riccardo Cantone |            |                  |               |                  |
|                                             |            |                  |               |                  |
| Fabrizio Frates                             | Allenatori | Riccardo Cantone |               |                  |

| Arbitro: | Guerrino Cerebuch |

|                  |            |                   |
| Riccardo Cantone | Allenatori | Roberto Carmenati |

| Arbitro: | Tiziano Zancanella |

|                   |            |                  |
| Francesco Vitucci | Allenatori | Riccardo Cantone |

| Arbitri: | Sergio Borroni Giuseppe Duva |

|                  |            |                |
| Riccardo Cantone | Allenatori | Dido Guerrieri |

| Trapani 29 gennaio 1995 22ª giornata | Pall. Trapani | 68 – 84 | Basket Cervia | Palagranata |
| Giuseppe Barbara Allenatori          |               |         |               |             |
|                                      |               |         |               |             |
| Giuseppe Barbara                     | Allenatori    |         |               |             |

| Arbitro: | Pietro Pallonetto |

|  |            |                  |
|  | Allenatori | Giuseppe Barbara |

| Arbitri: | Paolo Taurino Roberto Nardecchia |

|                  |            |                 |
| Giuseppe Barbara | Allenatori | Giancarlo Sacco |

| Arbitri: | Stefano Cazzaro Maurizio Pascotto |

|  |            |                  |
|  | Allenatori | Giuseppe Barbara |

| Arbitri: | Marcello Reatto Luigi Lamonica |

|                  |            |  |
| Giuseppe Barbara | Allenatori |  |

| Arbitri: | Fabio Facchini Stefano Penserini |

|                   |            |                  |
| Mauro Di Vincenzo | Allenatori | Giuseppe Barbara |

| Arbitro: | Giuseppe Duva |

|              |            |                  |
| Piero Pasini | Allenatori | Giuseppe Barbara |

| Trapani 12 marzo 1995 29ª giornata           | Pall. Trapani | 92 – 88          | UG Goriziana | Palagranata |
| Giuseppe Barbara Allenatori Dražen Dalipagić |               |                  |              |             |
|                                              |               |                  |              |             |
| Giuseppe Barbara                             | Allenatori    | Dražen Dalipagić |              |             |

| Napoli 19 marzo 1995 30ª giornata | Basket Napoli | 92 – 74          | Pall. Trapani | PalaVesuvio |
| Allenatori Giuseppe Barbara       |               |                  |               |             |
|                                   |               |                  |               |             |
|                                   | Allenatori    | Giuseppe Barbara |               |             |

#### Fase ad orologio
| Gorizia 26 marzo 1995 1ª giornata            | UG Goriziana | 96 – 83          | Pall. Trapani | Palasport |
| Dražen Dalipagić Allenatori Giuseppe Barbara |              |                  |               |           |
|                                              |              |                  |               |           |
| Dražen Dalipagić                             | Allenatori   | Giuseppe Barbara |               |           |

| Arbitro: | Enrico Sabetta |

|                  |            |  |
| Giuseppe Barbara | Allenatori |  |

| Arbitri: | Fabio Vianello Giuseppe Monizza |

|                  |            |               |
| Giuseppe Barbara | Allenatori | Massimo Fiume |

| Arbitro: | Marcello Reatto |

|                   |            |                  |
| Francesco Vitucci | Allenatori | Giuseppe Barbara |

### Coppa Italia

#### Sedicesimi di finale
| Trapani 1 settembre 1994 andata                 | Pall. Trapani | 63 – 87         | Viola R. Calabria | Palagranata |
| Gianfranco Benvenuti Allenatori Carlo Recalcati |               |                 |                   |             |
|                                                 |               |                 |                   |             |
| Gianfranco Benvenuti                            | Allenatori    | Carlo Recalcati |                   |             |

| Reggio Calabria 4 settembre 1995 ritorno        | Viola R. Calabria | 101 – 68             | Pall. Trapani | PalaPentimele |
| Carlo Recalcati Allenatori Gianfranco Benvenuti |                   |                      |               |               |
|                                                 |                   |                      |               |               |
| Carlo Recalcati                                 | Allenatori        | Gianfranco Benvenuti |               |               |